# 城堡內庭

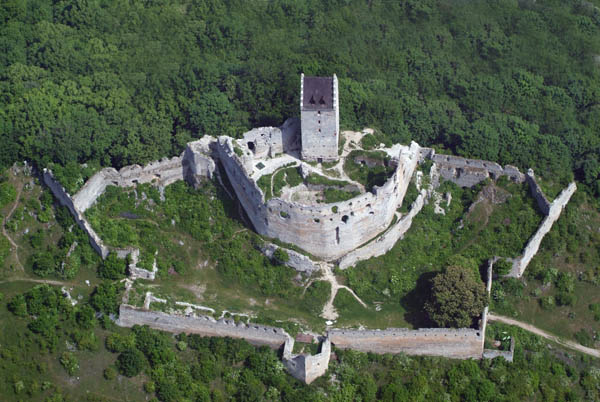
斯洛伐克的托波爾恰尼城堡，外城牆圍出的部分為城堡外庭，而由較高的內城牆圍出的部分就是城堡內庭

城堡內庭（英語： 或 ），中文又翻譯作城堡中庭，是中世紀的城堡中，由主建築物或內城牆（即主城牆）圍繞出的一塊中心空地。除了連接城堡的各個部分外，城堡內庭也可被用來做各種用途，如當作花園或騎術競技場等。原則上一座城堡只會有一個內庭，不過隨著城堡擴建發展，內庭數量可能會因而增加，德國的比丁根宮殿城堡就是一個例子。

## 歷史與類型
早期城堡的內庭大多僅由一片平坦土地或沙地構成，直到16世紀才開始出現使用人造鋪面的內庭。有的城堡內庭呈現工整的幾何圖形，如德國的德勒斯登舊宮殿；也有的城堡礙於自然因素，形成不規則形或不平的內庭，如德國的哈登堡城堡。